# راجكومار امريت كاور
راجكومار أمريت كاور (بالإنجليزية: Rajkumari Amrit Kaur)‏،(ولدت في 2 فبراير عام 1899-توفيت في 6 فبراير 1964) هي ناشطة اجتماعية وأول وزير صحة في الهند.
اهتمت راجكومارى كثيرا بالقضايا المجتمعية على الصعيد الداخلي ليس فقط القضايا السياسية المتمثلة في مكافحة الاستعمار فقد اهتمت «بقضايا زواج الأطفال وقصور التعليم بالنسبة للفتيات» وقدمت دعمها للكثير من المنظمات النسائية التي تعمل في مجال حقوق المرأة

## نشأتها
ولدت راجكومار امريت كاور في 2 فبراير عام 1899 وكانت أحد افراد الاسرة الملكية

## تعليمها
تلقت تعليمها في انجلترا وبعد عودتها إلى الهند عقب استكمال الدراسة قابلت المهاهاتاما غاندى وتأثرت به كثيرا وكانت واحد من أقرب الناس إلى نفس غاندى وشاركت معه «في مسيرة الملح وحركة عدم التعاون ولذلك القى بها إلى السجن».

## نشاطها
وقد اهتمت راجكومارى كثيرا بالقضايا المجتمعية على الصعيد الداخلى ليس فقط القضايا السياسية المتمثلة في مكافحة الاستعمار فقد اهتمت «بقضايا زواج الأطفال وقصور التعليم بالنسبة للفتيات» وقدمت دعمها للكثير من المنظمات النسائية التي تعمل في مجال حقوق المرأة ومن ذلك على سبيل المثال «انها كانت رئيس الاتحاد النسائى وكذلك أصبحت رئيس كل المؤتمرات النسائية الهندية وشاركت في مؤتمرات اليونيسكو كعضو في الوفد الممثل للهند وكانت المرأة الأولى في Hindustani Talimi Sangh)) كما انها اختيرت للإدلاء بشهادتها امام لجنة لوثيان لابداء رأيها على التعديلات والاصلاحات الدستورية في الهند عام 1932» وقد أصبحت بعد الاستقلال وزيرة للصحة في الهند.

## روابط خارجية
- راجكومار امريت كاور على موقع مونزينجر (الألمانية)